# Franck Biancheri
Pour les articles homonymes, voir Biancheri.
 (avril 2020).
Franck Biancheri, né le 11 mars 1961 à Nice et mort le 30 octobre 2012 à Clichy,, est un homme politique et politologue français. Parmi les personnes ayant contribué à rendre possible le financement du programme ERASMUS, il est directeur des études du Laboratoire européen d’anticipation politique (Leap/Europe2020) et préside le parti politique européen Newropeans de sa fondation en 2005 à 2011. Il est également l'un des fondateurs de l'Association des états généraux des étudiants de l’Europe (AEGEE), réseau européen de 12 000 étudiants répartis sur le continent européen.

## Biographie
Dès 1985, alors étudiant, il fonde le premier grand réseau étudiant européen, AEGEE, qui réunit plus de 12 000 membres dans 70 villes universitaires européennes dès 1988. En 1987, Franck Biancheri convainc, le président de la République française, François Mitterrand, de s'engager publiquement pour faire adopter le financement du programme ERASMUS, permettant ainsi au premier grand programme européen « citoyen » et tourné vers les jeunes de voir le jour. 
Lors des élections européennes de 1989, Franck Biancheri entreprend avec ses amis européens de démontrer la possibilité de construire un mouvement politique trans-européen, Initiative pour une Démocratie Européenne (IDE), en présentant des listes dans plusieurs pays (France, Espagne, Pays-Bas).
À partir de 1991, à travers plusieurs réseaux associatifs dont l'association Promotheus-Europe, il entreprend de développer des relations entre l'UE et les différents continents et zones du monde (Europe de l'Est, Monde Arabe, Amérique latine, Asie et Amérique du Nord),,
.
En 1997, à Blair House, lors du Sommet euro-américain de Washington, il lance TIESWeb, le premier portail web transatlantique destiné au dialogue entre sociétés civiles européenne et américaine,.
En 2003, il fait partie d'une liste de vingt « héros » élus par les lecteurs du site Time Europe. En 2010, il fait partie, pour son action dans le cadre d'ERASMUS, d'une sélection de quatorze personnalités européennes présentées par la « Fondation espagnole pour les sciences et les technologies », comme ayant changé le monde de ces vingt dernières années.
Depuis 2006, il était le coordinateur scientifique du think tank Leap/Europe2020 dont les publications des anticipations précoces de la crise systémique globale dès février 2006 et du soulèvement de l’Égypte dès 2008, ont suscité surprise et intérêt,,,,,,,.
Il a quitté ses fonctions exécutives à l'été 2011 et fut également président d'honneur de Newropeans, mouvement qu'il avait fondé en janvier 2005. Son livre Crise mondiale en route pour le monde d'après a été sélectionné en 2011 parmi les sept livres nommés à l'European Book Prize 
Il est inhumé au cimetière du Trabuquet à Menton.

## Archives
Les archives de Franck Biancheri ont été déposées à la Fondation Jean-Monnet pour l'Europe en 2019. Ce fonds est classé et un inventaire a été réalisé. Il est librement consultable.
Fonds Franck Biancheri (1984-2013) [papier, photographies, affiches, imprimés ; 11.27 mètres linéaires d'archives].  Cote : CH-002032-0 AFB. Lausanne : Fondation Jean-Monnet pour l'Europe (présentation en ligne).